# CHorama
Die Interessengemeinschaft CHorama ist ein Zusammenschluss nationaler, kantonaler und regionaler Chorverbände in der Schweiz. Sie vertritt die Interessen und fördert die Aktivitäten des Schweizer Chorwesens gegenüber edukativen und politischen Institutionen.

## Mitglieder
- Schweizerische Chorvereinigung
- Schweizerische Föderation Europa Cantat
- Schweizerischer Berufsdirigentenverband
- Verband Chorleitung Nordwestschweiz
- Schweizerischer Kirchengesangsbund
- Schweizerischer Katholischer Kirchenmusikverband
- Reformierter Kirchenmusikverband Schweiz
- Association de Soutien aux Chœurs d’Enfants et de Jeunes
- Schweizer Kinder- und Jugendchorförderung
- Europäisches Jugendchorfestival
- À Cœur Joie Suisse
- Association Vaudoise des Directeurs de Chœurs
- Eidgenössischer Jodlerverband
- Schweizerische Trachtenvereinigung

Der Schweizer Musikrat ist mit Beobachterstatus im Gremium vertreten. Die Schweizerische Chorvereinigung ist zusätzlich für das Sekretariat zuständig.